# Clathrospora recava
Clathrospora recava är en svampart som tillhör divisionen sporsäcksvampar, och som beskrevs av Robert Alan Shoemaker och C.E. Babcock. Clathrospora recava ingår i släktet Clathrospora, och familjen Diademaceae. Arten är reproducerande i Sverige.